# Gitzenbach
Der Gitzenbach ist ein rechter Zufluss des Krombaches im Landkreis Aschaffenburg im  bayerischen Spessart.

## Geographie

### Verlauf
Der Gitzenbach entspringt östlich von Dörnsteinbach unterhalb des Sportplatzes. Er fließt in östliche Richtung nach Mittelkrombach, wo er in den Krombach mündet.

### Zuflüsse
- Bach aus dem Ochsengrund (links)

### Flusssystem Kahl
- Liste der Fließgewässer im Flusssystem Kahl

## Einzelnachweise

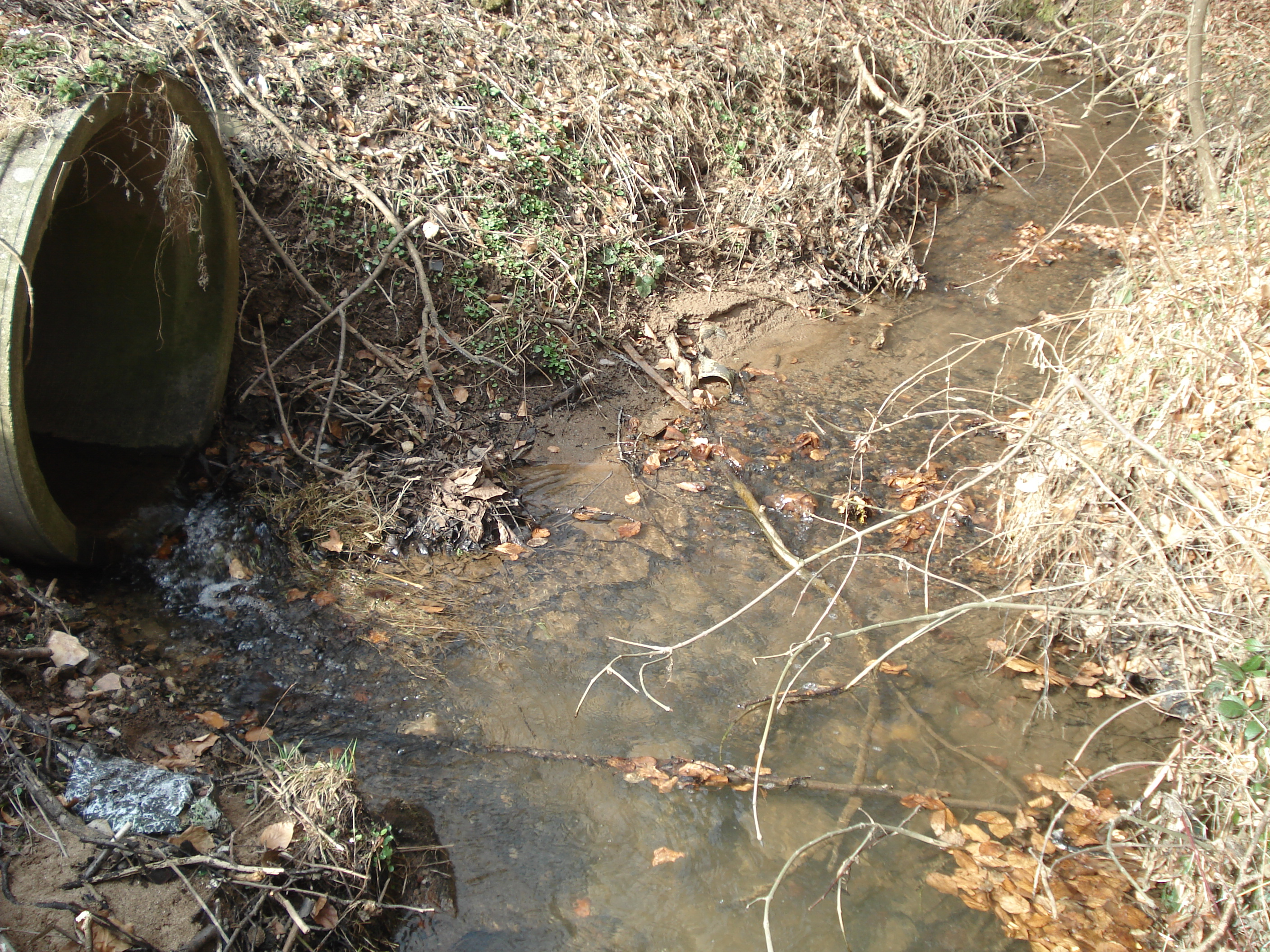
Der Gitzenbach (Rohr links) mündet in den Krombach